# Ceylonosticta
Ceylonosticta is een geslacht van libellen (Odonata) uit de familie van de Platystictidae.

## Soorten
Ceylonosticta omvat 22 soorten:
- Ceylonosticta adami Fraser, 1933[2]
- Ceylonosticta alwisi Priyadarshana & Wijewardhane, 2016
- Ceylonosticta anamia (Bedjanic, 2010)
- Ceylonosticta austeni (Lieftinck, 1940)
- Ceylonosticta bine (Bedjanic, 2010)
- Ceylonosticta brincki (Lieftinck, 1971)
- Ceylonosticta digna (Hagen in Selys, 1860)
- Ceylonosticta goodalei Priyadarshana & Wijewardhane, 2018
- Ceylonosticta hilaris (Hagen in Selys, 1860)
- Ceylonosticta inferioreducta Bedjanic & Conniff, 2016
- Ceylonosticta lankanensis Fraser, 1931
- Ceylonosticta mirifica Bedjanic, 2016
- Ceylonosticta mojca (Bedjanic, 2010)
- Ceylonosticta montana (Hagen in Selys, 1860)
- Ceylonosticta nancyae Priyadarshana & Wijewardhane, 2016
- Ceylonosticta nietneri Fraser, 1931
- Ceylonosticta rupasinghe Priyadarshana & Wijewardhane, 2016
- Ceylonosticta submontana Fraser, 1933
- Ceylonosticta subtropica Fraser, 1933
- Ceylonosticta tropica (Hagen in Selys, 1860)
- Ceylonosticta venusta Bedjanic & Conniff, 2016
- Ceylonosticta walli Fraser, 1931